# 293878 Tapping
293878 Tapping è un asteroide della fascia principale. Scoperto nel 2007, presenta un'orbita caratterizzata da un semiasse maggiore pari a 2,3562166 UA e da un'eccentricità di 0,1925930, inclinata di 3,62193° rispetto all'eclittica.